# عمر أنفير
عمر أنفير (بالتركية: Ömer Ünver)‏ مواليد 26 يوليو 1981 في أفيون قره حصار، تركيا، هو لاعب كرة سلة تركي. بدأ مسيرته الاحترافية في سنة 2003. يلعب مع فريق بشكتاش لكرة السلة في الدوري التركي لكرة السلة. يبلغ طوله 6 قدم 7 بوصة (2.0 م).

## روابط خارجية
- عمر أنفير على موقع الاتحاد الدولي لكرة السلة (الإنجليزية)
- عمر أنفير على موقع الدوري الأوروبي لكرة السلة (الإنجليزية)
- عمر أنفير على موقع كرة السلة الأوروبية.كوم (الإنجليزية)
- عمر أنفير على موقع ريلجم (الإنجليزية)
- عمر أنفير على موقع بروبوليرز (الإنجليزية)
- عمر أنفير على موقع سبورتس رفرنس (الإنجليزية)